# Сен-Мішель-дез-Анден
Сен-Міше́ль-дез-Анде́н (фр. Saint-Michel-des-Andaines) — колишній муніципалітет у Франції, у регіоні Нормандія, департамент Орн. Населення — 344 осіб (2011).
Муніципалітет був розташований на відстані близько 210 км на захід від Парижа, 70 км на південь від Кана, 45 км на північний захід від Алансона.

## Історія
До 2015 року муніципалітет перебував у складі регіону Нижня Нормандія. Від 1 січня 2016 року належав до нового об'єднаного регіону Нормандія.
1 січня 2016 року Сен-Мішель-дез-Анден і Баньоль-де-л'Орн було об'єднано в новий муніципалітет Баньоль-де-л'Орн-Норманді.

## Демографія
Динаміка населення (INSEE ):
Розподіл населення за віком та статтю (2006):
| Стать | Всього | До 15 років | 15-24 | 25-44 | 45-64 | 65-85 | Понад 85 |
| --- | ------ | ----------- | ----- | ----- | ----- | ----- | -------- |
| Чоловіки | 176    | 28          | 27    | 24    | 66    | 31    | 0        |
| Жінки | 144    | 16          | 8     | 28    | 61    | 27    | 4        |
| \| Статево-вікова піраміда \| Статево-вікова піраміда \| Статево-вікова піраміда \| \| ----------------------- \| ----------------------- \| ----------------------- \| \| Чоловіки \| Вік \| Жінки \| \| 0 \| 85 + \| 4 \| \| 0 \| 80-84 \| 4 \| \| 4 \| 75-79 \| 0 \| \| 8 \| 70-74 \| 15 \| \| 19 \| 65-69 \| 8 \| \| 8 \| 60-64 \| 8 \| \| 27 \| 55-59 \| 23 \| \| 4 \| 50-54 \| 15 \| \| 27 \| 45-49 \| 15 \| \| 4 \| 40-44 \| 12 \| \| 8 \| 35-39 \| 8 \| \| 8 \| 30-34 \| 8 \| \| 4 \| 25-29 \| 0 \| \| 4 \| 20-24 \| 4 \| \| 23 \| 15-20 \| 4 \| \| 12 \| 10-14 \| 4 \| \| 4 \| 5-9 \| 12 \| \| 12 \| 0-4 \| 0 \| |        |             |       |       |       |       |          |
| Статево-вікова піраміда |        |             |       |       |       |       |          |
| Чоловіки | Вік    | Жінки       |       |       |       |       |          |
| 0 | 85 +   | 4           |       |       |       |       |          |
| 0 | 80-84  | 4           |       |       |       |       |          |
| 4 | 75-79  | 0           |       |       |       |       |          |
| 8 | 70-74  | 15          |       |       |       |       |          |
| 19 | 65-69  | 8           |       |       |       |       |          |
| 8 | 60-64  | 8           |       |       |       |       |          |
| 27 | 55-59  | 23          |       |       |       |       |          |
| 4 | 50-54  | 15          |       |       |       |       |          |
| 27 | 45-49  | 15          |       |       |       |       |          |
| 4 | 40-44  | 12          |       |       |       |       |          |
| 8 | 35-39  | 8           |       |       |       |       |          |
| 8 | 30-34  | 8           |       |       |       |       |          |
| 4 | 25-29  | 0           |       |       |       |       |          |
| 4 | 20-24  | 4           |       |       |       |       |          |
| 23 | 15-20  | 4           |       |       |       |       |          |
| 12 | 10-14  | 4           |       |       |       |       |          |
| 4 | 5-9    | 12          |       |       |       |       |          |
| 12 | 0-4    | 0           |       |       |       |       |          |

## Економіка
2010 року серед 209 осіб працездатного віку (15—64 років) 150 були активними, 59 — неактивними (показник активності 71,8%, у 1999 році було 67,4%). З 150 активних мешканців працювало 135 осіб (75 чоловіків та 60 жінок), безробітними було 15 (8 чоловіків та 7 жінок). Серед 59 неактивних 11 осіб було учнями чи студентами, 31 — пенсіонерами, 17 були неактивними з інших причин.

У 2010 році в муніципалітеті числилось 149 оподаткованих домогосподарств, у яких проживали 347,0 особи, медіана доходів виносила 17 650 євро на одного особоспоживача